# 劉煥 (光緒進士)
劉煥（？—？），江西省南昌府豐城縣人，清朝政治人物、進士出身。
光緒六年（1880年），参加庚辰科殿試，登進士二甲第28名。同年五月，改翰林院庶吉士。光緒九年四月，散館，著以知县即用。